# Libor Štefánik
Libor Štefánik (* 21. Juli 1964 in Prostějov) ist ein tschechischer Brigadegeneral und seit Juni 2013 der Kommandeur der Luftstreitkräfte der Tschechischen Republik (tschechisch Vzdušné síly Armády České republiky).

## Leben
Libor Štefánik absolvierte von 1984 bis 1987 eine Ausbildung zum Flugzeugmechaniker und später Piloten an der tschechoslowakischen Militärakademie in Košice. Von 1987 bis 2000 flog er mit der  MiG-21 bei einer Aufklärungsgruppe und einem Jagdbombergeschwader und übernahm dort diverse Führungspositionen. Von 2000 bis 2003 arbeitete er beim Allied Air Command Ramstein (zu diesem Zeitpunkt als Allied Air Forces North bezeichnet), von 2004 bis 2006 im Hauptquartier der tschechischen Streitkräfte, wo er als stellvertretender Abteilungsleiter verantwortlich für die Einsatzbereitschaft der tschechischen Luftstreitkräfte war.
2006 und 2007 besuchte er das Air War College der United States Air Force in Maxwell, Alabama. Am 30. Mai 2007 übernahm er das Kommando über die 22. Luftwaffenbasis in Vícenice u Náměště nad Oslavou nahe Brno. Am 15. Februar 2013 wurde Štefánik stellvertretender Chef der Luftstreitkräfte und am 1. Juni übernahm er das Kommando über die Luftwaffe. Am 28. Oktober 2013 wurde er zum Brigadegeneral befördert.

## Privates
Libor Štefánik ist verheiratet und hat zwei Kinder.